# Leichtathletik-Weltmeisterschaften 2023/Teilnehmer (Irland)
| Gelbes Symbol für Goldmedaillen mit stilisierten Olympischen Ringen | Graues Symbol für Silbermedaillen mit stilisierten Olympischen Ringen | Braundes Symbol für Bronzemedaillen mit stilisierten Olympischen Ringen |
| ------------------------------------------------------------------- | --------------------------------------------------------------------- | ----------------------------------------------------------------------- |
| —                                                                   | —                                                                     | —                                                                       |

Der Leichtathletikverband von Irland nahm an den Leichtathletik-Weltmeisterschaften 2023 in Budapest teil. 24 Athletinnen und Athleten wurden vom irischen Verband nominiert.

## Ergebnisse

### Männer

#### Laufdisziplinen
| Athlet                | Disziplin   | Vorlauf        | Vorlauf | Halbfinale     | Halbfinale | Finale    | Finale |
| Athlet                | Disziplin   | Zeit           | Platz   | Zeit           | Platz      | Zeit      | Platz  |
| --------------------- | ----------- | -------------- | ------- | -------------- | ---------- | --------- | ------ |
| Christopher O’Donnell | 400 m       | 46,76 s        | 07      | DNQ            | DNQ        | –         | –      |
| Mark English          | 800 m       | 1:45,71 min SB | 04      | 1:45,14 min SB | 07         | DNQ       | DNQ    |
| John Fitzsimons       | 800 m       | 1:48,20 min    | 07      | DNQ            | DNQ        | –         | –      |
| Andrew Coscoran       | 1500 m      | 3:34,75 min    | 06      | 3:37,39 min    | 14         | DNQ       | DNQ    |
| Nick Griggs           | 1500 m      | 3:40,72 min    | 12      | DNQ            | DNQ        | –         | –      |
| Luke McCann           | 1500 m      | 3:47,48 min    | 10      | DNQ            | DNQ        | –         | –      |
| Brian Fay             | 5000 m      | 13:42,86 min   | 16      |                |            | DNQ       | DNQ    |
| David Kenny           | 20 km Gehen |                |         |                |            | DNF       | DNF    |
| Brendan Boyce         | 35 km Gehen |                |         |                |            | 2:37:26 h | 24     |

#### Sprung/Wurf
| Athlet      | Disziplin   | Qualifikation | Qualifikation | Finale     | Finale |
| Athlet      | Disziplin   | Weite/Höhe    | Platz         | Weite/Höhe | Platz  |
| ----------- | ----------- | ------------- | ------------- | ---------- | ------ |
| Eric Favors | Kugelstoßen | 19,65 m       | 23            | DNQ        | DNQ    |

### Frauen

#### Laufdisziplinen
| Athletin | Disziplin    | Vorlauf        | Vorlauf | Halbfinale     | Halbfinale        | Finale         | Finale |
| Athletin | Disziplin    | Zeit           | Platz   | Zeit           | Platz             | Zeit           | Platz  |
| --- | ------------ | -------------- | ------- | -------------- | ----------------- | -------------- | ------ |
| Rhasidat Adeleke                                                                                              | 200 m        | DNS            | DNS     | DNQ            | DNQ               | –              | –      |
| Rhasidat Adeleke                                                                                              | 400 m        | 50,80 s        | 01      | 49,87 s        | 02                | 50,13 s        | 04     |
| Sharlene Mawdsley                                                                                             | 400 m        | 51,17 s PB     | 04      | 51,78 s        | 07                | DNQ            | DNQ    |
| Louise Shanahan                                                                                               | 800 m        | 2:00,66 min    | 07      | DNQ            | DNQ               | –              | –      |
| Sarah Healy                                                                                                   | 1500 m       | 4:03,00 min    | 03      | 3:59,68 min PB | 08                | DNQ            | DNQ    |
| Ciara Mageean                                                                                                 | 1500 m       | 4:03,52 min    | 03      | 4:02,70 min PB | 03                | 3:56,61 min NR | 04     |
| Sophie O’Sullivan                                                                                             | 1500 m       | 4:02,15 min PB | 08      | DNQ            | DNQ               | -              | -      |
| Sarah Lavin                                                                                                   | 100 m Hürden | 12,69 s        | 03      | 12,62 s NR     | Sharlene Mawdsley | DNQ            | DNQ    |
| Sophie Becker Róisín Harrison Sharlene Mawdsley Kelly McGrory nicht eingesetzt: Rhasidat Adeleke Niamh Murray | 4 × 400 m    | 3:26,18 min SB | 04      |                |                   | 3:27,08 min    | 08     |

#### Siebenkampf
| Athletin      | Disziplin | 100 m Hürden | Hochsprung | Kugelstoßen | 200 m | Weitsprung | Speerwurf | 800 m   | Punkte | Platz |
| ------------- | --------- | ------------ | ---------- | ----------- | ----- | ---------- | --------- | ------- | ------ | ----- |
| Kate O’Connor | Ergebnis  | 13,57        | 1,80       | 13,47       | 24,78 | 5,74       | 46,07     | 2:14,06 | 6145   | 13    |
| Kate O’Connor | Punkte    | 1040         | 978        | 759         | 907   | 771        | 784       | 906     | 6145   | 13    |

### Mixed

#### Laufdisziplinen
| Athletin/Athlet                                                                                                   | Disziplin | Vorlauf        | Vorlauf | Finale      | Finale |
| Athletin/Athlet                                                                                                   | Disziplin | Zeit           | Platz   | Zeit        | Platz  |
| --- | --------- | -------------- | ------- | ----------- | ------ |
| Jack Raftery (m) Sophie Becker (w) Christopher O’Donnell (m) Sharlene Mawdsley (w) nicht eingesetzt: Callum Baird | 4 × 400 m | 3:13,90 min SB | 08      | 3:14,13 min | 06     |